# Dacryostenose
Dacryostenose is een verstopping of vernauwing (stenose) van de traanbuis die (overtollig) traanvocht afvoert naar de neus. De verstopping kan verworven of aangeboren zijn. 
Bij baby's ziet men niet zelden dat een of beide ogen vanaf de geboorte permanent wat meer 'vuil' lijken te produceren, of dat het kind met een traan op de wang zit, zonder dat dit met rode ogen of andere tekenen van ontsteking gepaard gaat. In de meeste gevallen is er dan sprake van een dacryostenose. Dit gaat meestal in de eerste twee levensjaren spontaan over. Blijft het daarna bestaan dan kan een oogarts voorzichtig proberen de traanbuis open te maken door deze met een kleine sonde door te prikken.
Verworven dacryostenosis zal meestal het resultaat zijn van verlittekening na ontsteking of verwonding.

## Woordafleiding
Het begrip dacryostenose bestaat uit twee Oudgriekse delen, namelijk δάκρυ dákru of δάκρυον dákruon, traan en στένωσις sténōsis, vernauwing.